# سوخورنامدارعبدي (مقاطعة غيلانغرب)
سوخورنامدارعبدي (بالفارسية: سوخورنامدارعبدی) هي قرية تقع في قسم حيدريه الريفي في إيران. يقدر عدد سكانها بـ 265 نسمة بحسب إحصاء 2016.